# Pierrebraunia bahiensis
Pierrebraunia bahiensis är en kaktusväxtart som först beskrevs av P.J. Braun och Esteves, och fick sitt nu gällande namn av Esteves. Pierrebraunia bahiensis ingår i släktet Pierrebraunia och familjen kaktusväxter. Inga underarter finns listade i Catalogue of Life.

## Bildgalleri

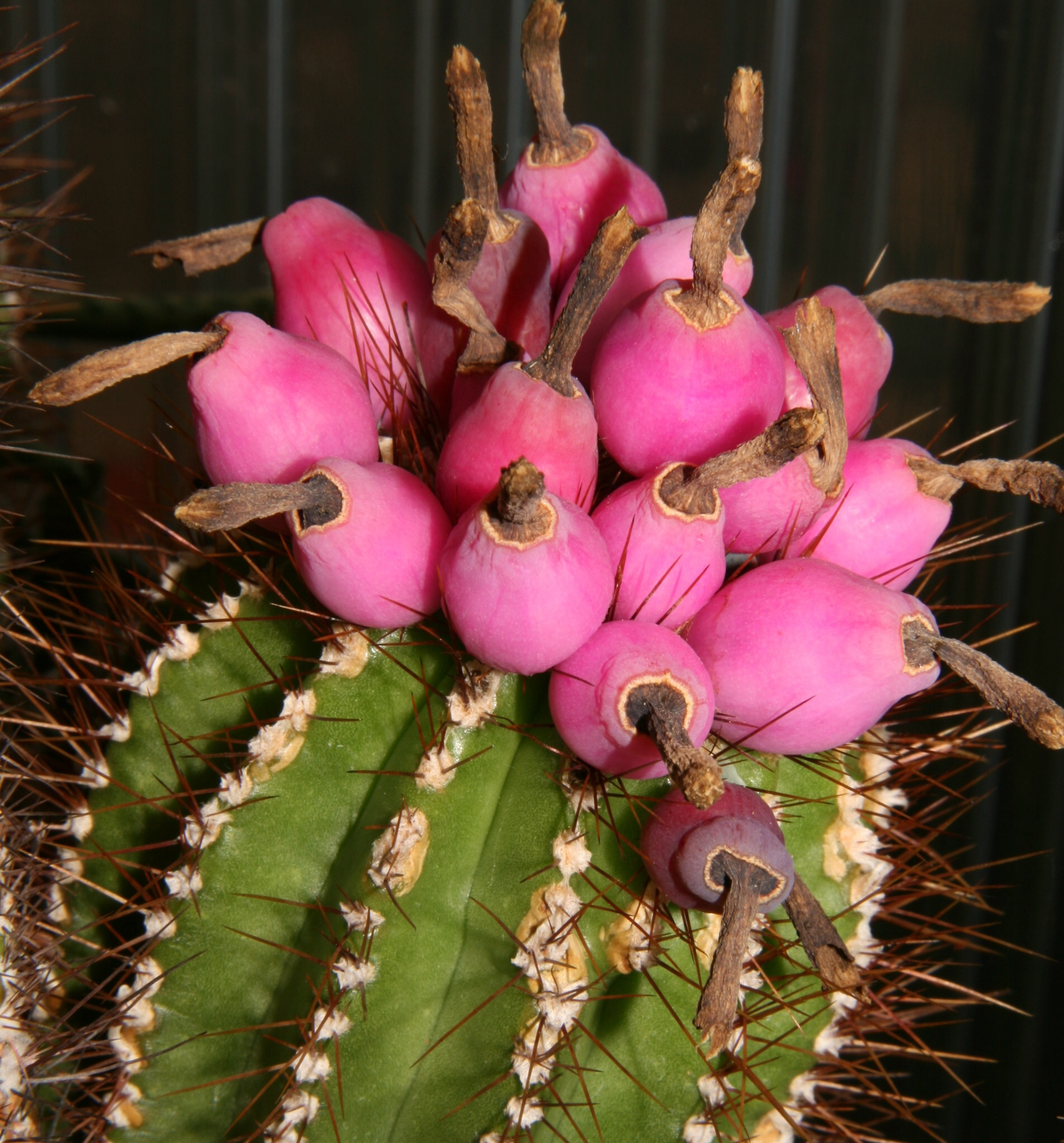